# Кашина Черина ди Сопра (Милано)
Кашина Черина ди Сопра је насеље у Италији у округу Милано, региону Ломбардија.
Према процени из 2011. у насељу је живело 24 становника. Насеље се налази на надморској висини од 94 м.